# Ламброн, Марк
Марк Ламбро́н (фр. Marc Lambron; 4 февраля 1957, Лион) — французский писатель, литературный критик.

## Биография
Окончил Высшую нормальную школу, получил степень агреже по филологии. В 1980 году окончил университет Париж IV Сорбонна, в 1982 году — парижский Институт политических исследований и в 1985 году — Национальную школу администрации.
Автор нескольких романов, действие которых происходит в Америке 1920-х годов (L’œil du silence, 1993), в вишистской Франции (1941, Grasset 1997) или в 1960-е годы (Etrangers dans la nuit, Grasset 2001, Les menteurs, Grasset 2004). В 1986 году начал публиковать литературную хронику эпохи «Бальная записная книжка» (Carnet de Bal), написал два биографических эссе — о Сеголен Руаяль (Mignonne, allons voir si la rose, 2006) и Николя Саркози (Eh bien dansez maintenant, 2008).
Первый роман Ламброна «Мадридская импровизация» (L’Impromptu de Madrid) был удостоен премии Дё маго, а роман «Взгляд молчания» (L'Œil du silence) — премии «Фемина». В 2006 году роман Une saison sur la terre получил премию Мориса Женевуа, учреждённую городом Гарш.
С 1988 года Ламброн работал в Государственном совете Франции в должности рекетмейстера (maître des requêtes), в 2006 году избран полноправным членом Совета.
В 2014 году избран членом Французской академии, заняв кресло 38 после смерти в 2013 году лауреата Нобелевской премии по медицине Франсуа Жакоба.

## Книги
- Мадридская импровизация / L’Impromptu de Madrid, Flammarion, 1988.
- La Nuit des masques, Flammarion, 1990.
- Бальная записная книжка / Carnet de bal, Gallimard, 1992.
- Взгляд молчания / L'Œil du silence, Flammarion, 1993.
- 1941, Grasset, 1997.
- Незнакомцы в ночи / Étrangers dans la nuit, Grasset, 2001.
- Carnet de bal : chroniques 2, Grasset, 2002.
- Обманщики / Les Menteurs, Grasset, 2004.
- Une saison sur la terre, Grasset, 2006.
- Mignonne, allons voir si la rose, Grasset, 2006.
- Eh bien, dansez maintenant…, Grasset, 2008.
- Théorie du chiffon : sotie, Grasset, 2010.
- Carnet de bal : chroniques 3, Grasset, 2011.
- Nus vénitiens, sur des photographies de Lucien Clergue, Seghers, 2012.
- Tu n’as pas tellement changé, Grasset, 2014.
- В соавторстве с Жаном-Филиппом Дюма, «Сокровища набережной Орсе» / Avec Jean-Philippe Dumas, Trésors du Quai d’Orsay, Flammarion, 2014.
- Сорок лет / Quarante ans, Grasset, 2017.
- Discours de réception à l’Académie française et réponse de M. Erik Orsenna, Grasset, 2017.
- Жизнь и смерть Майкла Джексона / Vie et mort de Michael Jackson, 2018, Cartels-RMN.
- Carnet de bal : chroniques 4, Grasset, 2019.